# Clic-clac
Clic-clac: setmanari tabarinesc va ser una publicació satírica reusenca que va sortir el 1919.

## Història
És una revista carnavalesca que treu dos números, el 15 i el 22 de febrer de 1919. "Som amics de la bullanga, i perxó apareixém una nit de carnaval". Es desmarca de tota tendència política: "Clic-clac no té cap tendència política, som amics de tots i en primer lloc de les dones" i es dona importància amb els seus contactes: "hem sol·licitat les benediccions del sr. Prior, la simpatia del ciutadà Jaume Simó i les pessetes de l'Evarist Fàbregas, ja compendrà tothom que tenim vida per dies i que estem ben relacionats". Els tres personatges representen, mirats amb ironia, els tres poders: l'església (el prior), el poder econòmic (Evarist Fàbregas) i el poder polític (Jaume Simó).
El director era Joan Montaner Sentís. El setmanari, en els seus dos números, va mantenir fixes algunes seccions: "Del carnaval", Impossibles" i Notas de Sociedad". Els seus objectius eren els temes de més candent actualitat i la sàtira als personatges més populars del moment, com a bon full carnavalesc.
S'imprimia a la Impremta de J. Vila Sugrañes, tenia 8 pàgines i valia 15 cèntims.

## Localització
- Biblioteca Central Xavier Amorós de Reus.[3]
- Biblioteca del Centre de Lectura de Reus.[4]